# Jiang Xinlin
Jiang Xinlin (fevereiro de 1988) é um piloto chinês selecionado como parte do Programa Shenzhou. Ele se alistou no Exército de Libertação Popular (PLA) em setembro de 2006.

## Biografia
Jiang nasceu no condado rural de Qiu, Kaifeng, Província de Henan, em fevereiro de 1988. Ele trabalhou a meio período desde muito jovem para satisfazer as necessidades de sua família. Em 2006, Jiang foi admitido na antiga Academia de Forças Blindadas do Exército do PLA. Em setembro de 2006, ele se alistou no PLA e se tornou um piloto de tanque da Força terrestre. Mais tarde, em 2010, depois que  se formou no Colégio da Academia de Forças Blindadas do Exército do PLA, participou da seleção de Piloto da Força Aérea e foi selecionado. Ele é um taikonauta de nível 4 no Corpo de Taikonautas do Exército de Libertação Popular e é um piloto da Força Aérea do PLA de primeira classe há 10 anos. No decorrer desse tempo, Jiang voou mais de 1.000 horas com segurança, foi classificado como um piloto de primeira classe da Força Aérea, e serviu como Vice-capitão de uma brigada voadora da Brigada de Aviação da Força aérea e foi promovido ao posto de tenente-coronel na PLAAF.
Em 2018, participou da seleção do terceiro grupo de taikonautas, sendo selecionado em setembro de 2020. Ele passou por treinamentos extenuantes, como sobrevivência no campo e cadeira de rotação de gravidade zero, onde que teve dificuldades inicialmente, mas no fim, passou com sucesso. Dois anos depois, em junho de 2022, ele foi selecionado como tripulante da Shenzhou 17. Voou para a Estação Espacial Tiangong no dia 26 de outubro de 2023 e acoplou-se mais tarde no mesmo dia.